# Trstené
Trstené (bis 1927 slowakisch „Trstenô“ oder „Trstenné“; ungarisch Nádasd, älter Nádas) ist eine Gemeinde im Norden der Slowakei mit 219 Einwohnern (Stand 31. Dezember 2024), die zum Okres Liptovský Mikuláš, einem Teil des Žilinský kraj, gehört und zur traditionellen Landschaft Liptau gezählt wird.

## Geographie
Die Gemeinde befindet sich im Mittelteil des Talkessels Liptovská kotlina (Teil der größeren Podtatranská kotlina) unterhalb der Westtatra am Bach Jalovčanka. Das Ortszentrum liegt auf einer Höhe von 640 m n.m. und ist vier Kilometer von Liptovský Mikuláš entfernt.
Nachbargemeinden sind Jalovec im Norden, Smrečany im Osten, Liptovský Mikuláš (Stadtteil Liptovská Ondrašová) im Süden und Bobrovec im Westen.

## Geschichte

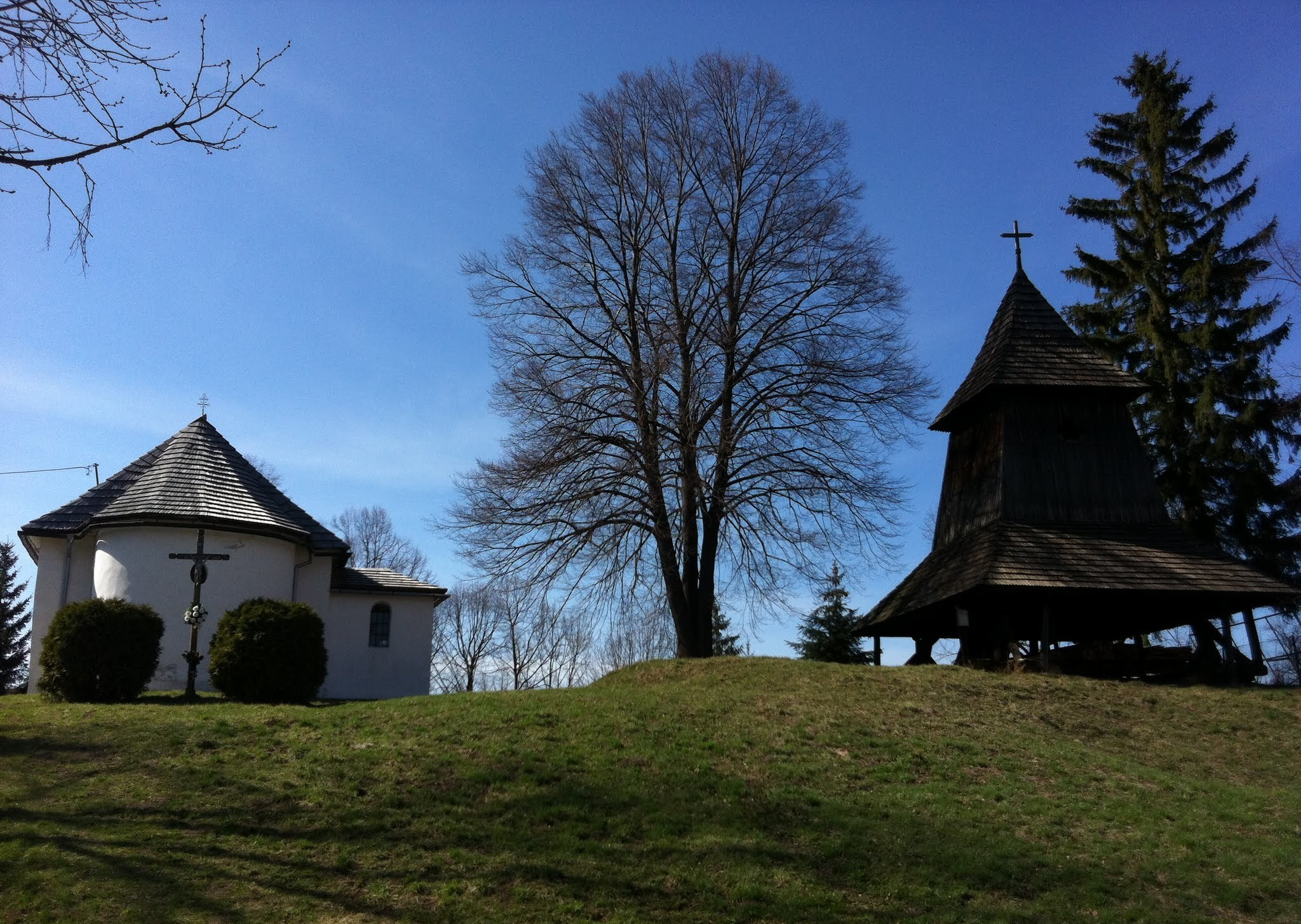
Kirche und Glockenturm

Auf dem Gemeindegebiet von Trstené fand man Überreste von Siedlungen aus der Hallstattzeit und der Puchauer Kultur.
Trstené wurde zum ersten Mal 1269 als Nadasd schriftlich erwähnt. Bis 1848 war das Dorf Besitz der Familie Trsztenszky, später Baan genannt. 1715 gab es zehn Steuerpflichtige im Ort, 1784 hatte die Ortschaft 29 Häuser und 293 Einwohner, 1828 zählte man 32 Häuser und 320 Einwohner, die als Landwirte und Waldarbeiter beschäftigt waren.
Bis 1918 gehörte der im Komitat Liptau liegende Ort zum Königreich Ungarn und kam danach zur Tschechoslowakei und schließlich zur Slowakei.
Der slowakische und ungarische Ortsname ist vom Vorkommen des Schilfrohrs in örtlichen Mooren abgeleitet.

## Bevölkerung
| Jahr                | 1994 | 2004    | 2014     | 2024    |
| ------------------- | ---- | ------- | -------- | ------- |
| Anzahl der Personen | 202  | 205     | 233      | 219     |
| Unterschied         |      | +1,48 % | +13,65 % | −6,00 % |

| Jahr                | 2023 | 2024    |
| ------------------- | ---- | ------- |
| Anzahl der Personen | 217  | 219     |
| Unterschied         |      | +0,92 % |

Nach der Volkszählung 2011 wohnten in Trstené 234 Einwohner, davon 214 Slowaken, zwei Tschechen und ein Deutscher. 17 Einwohner machten keine Angabe zur Ethnie.
100 Einwohner bekannten sich zur römisch-katholischen Kirche, 51 Einwohner zur Evangelischen Kirche A. B. und zehn Einwohner zu den Siebenten-Tags-Adventisten. 36 Einwohner waren konfessionslos und bei 37 Einwohnern wurde die Konfession nicht ermittelt.

## Bauwerke und Denkmäler
- römisch-katholische Allerheiligenkirche im spätromanischen Stil aus dem 13. Jahrhundert, 1830 umgebaut. In der Kirche befand sich ein Madonnenbildnis im gotischen Rahmen aus den Jahren 1460–1470, das heute in Budapest zu sehen ist.
- Holzglockenturm bei der Kirche aus dem Jahr 1635